# Дешон Томас
Дешон Томас (енгл. Deshaun Thomas; Форт Вејн, 29. август 1991) је бивши амерички кошаркаш. Играо је на позицијама крила и крилног центра.

## Биографија
Колеџ кошарку је играо на универзитету Охајо Стејт од 2010. до 2013. године. На НБА драфту 2013. године је изабран као 58. пик од стране Сан Антонио спарса. Професионалну каријеру је почео у екипи Нантера и са њима је у сезони 2013/14. освојио Куп Француске. У сезони 2014/15. је био играч Барселоне, а наредну 2015/16. сезону је играо у НБА развојној лиги за Остин спарсе. У сезони 2016/17. је играо за Анадолу Ефес. У сезони 2017/18. је играо за Макаби Тел Авив и са њима је освојио Првенство и Лига куп Израела. У јулу 2018. прелази у Панатинаикос, где проводи наредне две сезоне. У сезони 2020/21. је био играч јапанског Токио Алварка. За сезону 2021/22. је потписао уговор са Бајерн Минхеном.

## Успеси

### Клупски
- Нантер:
  - Куп Француске (1): 2014.
- Макаби Тел Авив:
  - Првенство Израела (1): 2017/18.
  - Лига куп Израела (1): 2017.
- Панатинаикос:
  - Првенство Грчке (1): 2018/19.
  - Куп Грчке (1): 2019.
- Олимпија Милано:
  - Првенство Италије (1): 2022/23.